# ザ★アニメージ
ザ★アニメージとは、アリイ（有井製作所、現・マイクロエース）が1981年7月から発売していたオリジナルSFロボットプラモデルのシリーズ。『超銀河伝説バイソン』という「架空のアニメ」のキャラクターモデルである。
なお、本シリーズでの定冠詞「The」の表記は、「アニメージ」という先頭が母音の単語の前に来るにもかかわらず、「ジ」でなく「ザ」である。また、アニメージの英文表記はAnimageであり、アニメ雑誌の「アニメージュ」と同一である。

## 概要
1980年代初頭にアニメ『機動戦士ガンダム』のプラモデルによるガンプラブームが社会現象にまでなったために、各模型メーカーはビジネスチャンスとしてSFアニメプラモデルに参入した。それまでロボットのプラモデルは小学校低学年をターゲットにしたイマイのロボダッチ、アオシマの合体シリーズ、バンダイの一連のスーパーロボットなどが主であり、初期ガンプラのような比較的リアルなプロポーションの商品は少なかった。
本シリーズはガンプラブームの真っ只中で企画され発売されたシリーズである。これ以前にも、スーパーロボットブームの当時に発売された「合体ロボシリーズ」や、スターウォーズブームに便乗した「スペースコンボイシリーズ」の金型を流用し、ガンプラ風の箱絵と名称を付けた「太陽系戦隊 ガルダン」シリーズがあったが、これに続く「ザ★アニメージ」シリーズのロボットは新たに金型が起こされている。ただし、同シリーズの基地など過去のキットの金型流用もあった。
全シリーズ1/76というビッグスケールのうえ、足首や太ももの可動範囲など他社のキットを一部上回る点もあった。また、800円の装甲バトルスーツシリーズには、一部の関節にラチェット関節が採用され、関節を動かしているうちにプラスチックが削れてポーズを保持できなくなる「ヘタり」の防止の対策がなされていた。一方、小サイズの量産型バトルスーツは、パーツの精度や合わせが悪く、本格的に組むには相当の技術を要した。
パッケージイラストはイラストレーターの鴨下示佳が手掛けた。メカデザインは鴨下とアリイ社内の設計士および企画担当社員で考え、ディテールや配色は鴨下が担当した。
キットには、セル画を使用したオリジナルコミックの小冊子と、模型用塗料で彩色するよう指示された小さなセル画が封入されていた。当時の雑誌の広告では代々木アニメイションによる本作のTVシリーズアニメ化の告知と、セルワークのための下請け募集が行われていた。アニメ化の企画は本気で考えていたらしく、後に刊行された『コミックGON』2号に掲載された特集記事のスタッフインタビューでは「本音を言えばサンライズに企画を持ち込みたかったが、実現するとしたら国際映画社になっていただろう」とコメントし、当のサンライズからのクレームは一度もなかったことも明らかにしている。なお、アニメ化中止の理由は「莫大な費用がかかるため」との事。
後継シリーズとして、『太陽の牙ダグラム』などの路線を模倣した「ザ★アニメージPART-II」も存在する。

## 作品世界
西暦2300年、ギド帝国によって支配された地球が舞台。
ピラト総督の宇宙制覇の野望をとめるべく、カーネル博士は地球を脱出、惑星Z(ゼット)の巨大スペースドームで、3体のバトル・スーツを作り上げる。しかしピラト総督の監視は厳しく、カーネル博士の拠点は発見されギド帝国のエース、ベン・レイコック率いるバトル・スーツ部隊が襲撃を開始する。
劣勢にたたされる反帝国軍。その時、謎のバトル・スーツが現れ帝国軍を退けた。それはカーネル博士の孫、リョウ・シサムの操るバトル・スーツ、バイソンだった。

## 主要登場人物
リョウ・シサム主人公。バイソンのクルー。反帝国組織のピンチに現れバイソンで敵を倒した。パッケージ横の解説では「カーネル博士の孫」とされるが、コミックにおいては明確ではない。
ハン・ライル惑星Zのスペースドームに集った反帝国の有志の1人。バトル・スーツ、カムイのクルー。
ジョーバトル・スーツ、ソムロのクルー。
ピーターバトル・スーツ、モックのクルー。ガスパルにいたぶられた末に死亡。
ジョナサンバトル・スーツ、ソムロのクルー。
ミッキーバトル・スーツ、クロノスのクルー。
マダル・カイトバトル・スーツ、ベンダーのクルー。
ケイ・モウル反帝国組織の一員。「ザ★アニメージPART-II」ではオペレーターを担当。
カーネル博士反帝国組織のリーダーでバトル・スーツの開発者。帝国軍の宇宙空母コズモービルの襲撃に対しビーム砲基地で攻撃、死亡する。
ピラト総督ギド帝国のトップ。青白い肌をした男性。自ら、バトル・スーツで出撃することもある。
ベン・レイコック中佐ギド帝国軍のエース。ツルの無いサングラスをかけている。「ザ★アニメージPART-II」では、ネオ・ギド帝国軍のトップとして再登場する。

## 商品ラインナップ
ミクロスーツを除き全て1/76スケールと表示されているが、装甲バトルスーツは1/100ガンダムと同等のサイズで800円、量産型バトルスーツは1/144ガンダムと同等のサイズで300円だった。

### バイソン軍
装甲バトルスーツ バイソン胸に黄色いV字モールドを持ち、専用盾とライフルを装備。コクピットのハッチは開閉可能で、簡素ながら操縦席も再現されている。背中のランドセルは当時の1/100ガンダムと同様に、中空でサーベルを斜めに刺すことができる。顔はタレ目でV字アンテナのないガンダムといったデザイン。
装甲バトルスーツ カムイ専用盾と大型の青龍刀のような剣が特徴。バイザー風の頭部センサーにスリットのある口を持つ。バイソン同様、コクピットのハッチが開閉する。
量産型バトルスーツ ソムロ額にV字アンテナを持ち、盾も覗き穴のある六角形というバトルスーツ。非常にガンダムに似たデザインであり、「そのおかげで最も売れた」との事。
量産型バトルスーツ ベンダーひし形の盾を持ち、シンプルなデザインの頭部を持つバトルスーツ。
量産型バトルスーツ モック機動隊の盾のような四角い盾を持ち、後頭部に2本のアンテナを持つバトルスーツ。
量産型バトルスーツ クロノス赤い機体でとげ付きサーベルが武器のバトルスーツ。

### ギド帝国軍
装甲バトルスーツ ザリグ赤い機体のピラト総督専用バトル・スーツ。丸い盾、鉄球付きトマホークを持つ。帝国軍の装甲バトルスーツはバイソンと同じ角型の足に上から曲面デザインのアーマーを追加して外観を変化させている。バイソン軍の物とは異なり、コクピットのハッチは開閉しない。
装甲バトルスーツ ガスパル複眼のような大型センサーと魚のヒレのような頭頂部のフィンが特徴のベン・レイコック専用機。「アイアンチェーンカッター」なる鎖鎌と専用盾を装備する。腰の動力パイプはコミックでは背中につながっているが、キットでは中途で分断されている。手持ち武器の鎖パーツはザリグの物より多いが、ザリグ同様ハッチの開閉ギミックはない。『コミックGON』に掲載されたアリイのスタッフインタビューによると、作品中で一番オリジナリティが出せたデザインで気に入っているとのこと。
量産型バトルスーツ ブッダ2本ヅノに一つ目という怪物的なデザイン。専用盾とトマホークで武装している。ザリグのプロトタイプという設定。ギド帝国の量産型バトルスーツのふくらはぎには、装甲が付いていない。
量産型バトルスーツ ゲッツガスパルのプロトタイプ。両肩にスパイク付きアーマーを装備し、口もとと腰周りに動力パイプ、頭部センサーは凸字のような形の中にモノアイ、というシリーズ中でも屈指のパチ物感溢れるバトルスーツ。
量産型バトルスーツ スカラ追加アーマーパーツが貧弱でシルエットがあまり変わっていないバトルスーツ。二つのとげ付き鉄球のついた棍棒が武器。
量産型バトルスーツ ボルム正六角形の盾とショットガンを装備したバトルスーツ。悪役的なトゲパーツが各所に追加されている。

### ドーム基地
形状はコミックに登場する巨大スペースドームや帝国軍の基地に似ているが、直径は10cm足らずでロボットの格納はできない。小型メカとフィギュアが付属する。各基地は連結が可能。もともとは、アオシマ「ミニモデルシリーズ」（1974年）の便乗商品として永大から出ていた商品の金型流用キット。
ドーム基地 ハリアーZ055
ドーム基地 ドルビーM077
ドーム基地 バイアスB422
ドーム基地 ギャロックG995

### ジオラマセット
量産型バトルスーツとジオラマベース、既存のキットから流用した兵器、ドーム基地などを組み合わせたもの。ジオラマベースは連結が可能。各1000円。「鷲」および「鷹」は、装甲バトルスーツが2体付属した年末商戦向けの大型セット。各3200円。
コントロールタワー 暁の死闘 ソムロ
コンピューターセンター 侵略への攻防 ベンダー
ビーム砲攻撃基地 奇襲攻撃 モック出陣
ロボット整備工場 再び戦場へ クロノス
鷲　バイソン対ザリグ
鷹　カムイ対ガスパル

### スーパーリアルタイプ
バトルスーツの成形色を彩度の低いものに変更し、マーキング用のデカールを追加したもの。PART-IIよりも後の1982年末から1983年にかけて発売された。ガンプラのリアルタイプに相当する。

### ミクロスーツ
1982年春に100円で発売された商品で、スケール表示は1/144。商品の大きさは量産型バトルスーツの2/3程度なので、ミクロスーツの名称に反して実物の大きさは量産型バトルスーツより大きく、装甲バトルスーツに近いことになる。前年にニッシン商事から発売されたガルダンガムの金型を流用したもので、ロボットの名称は変更されている。箱絵もガルダンガムとほぼ同じで、搭乗者の絵が変更されている。キットはガルダンガムのために1970年代に作られたロボットを改修したものであるが、頭部、腕、脚および武器は新造されているため、旧キットの形状は胴体部に残るだけである。胴体と脚部が一体で成形され脚は一切可動しない。キットの形状は箱絵と大きく異なるものではない。
ミクロスーツ バッコス最強戦士ドンの流用。トライダーG7に似た頭部を持つガンダムに似た配色のミクロスーツ。
ミクロスーツ シャブル超硬戦士ガンの流用。ジムに似た配色のミクロスーツ。ボディはバッコスと共通。
ミクロスーツ ザイラ戦略戦士バクの流用。ガンダムに酷似した盾を持つ。
ミクロスーツ チザム電磁戦士マグの流用。ボディはザイラと共通。
ミクロスーツ バジル特殊重戦士ゴルムの流用。ドーム状の頭部を持つ。
ミクロスーツ ビバリス局地戦士ダムラの流用。ザク系の頭部とグフ似の盾を持つ。ボディはバジルと共通。
ミクロスーツ ゲルマ突撃戦士ベラダの流用。胸部と盾以外は形状、配色ともビバリスに似ている。
ミクロスーツ ソドム重機戦士ジランの流用。ドム系の頭部を持つ。ボディはゲルマと共通。

### アニメージロボ
ガルダンガムとミクロスーツの間の時期、あるいはガルダンガムと並行して食玩であるガルダンガムとは異なるルートで流通したと考えられる商品。製品の内容およびロボットの名称はガルダンガムと同一であるが、シリーズ名は「THE ANIMAGE」に変更されている。スケール表示は1/76。パッケージデザインはガルダンガムとほぼ同じであり、箱絵も搭乗者も含めてガルダンガムと同一である。パッケージには「超銀河伝説バイソン」の表記がなく、「ザ・アニメージ」が英文表記であるなど、他のアニメージシリーズとの相違点が多い。また、パッケージ表面にはメーカー名の記載がない。
このほか、「よっちゃんイカ」のよっちゃん食品工業からも「アニメージロボ」が、「珍味入りの食玩」として発売されていた。詳しい販売時期は不明。

## ザ★アニメージPART-II

### 作品世界
バイソン軍とギド帝国軍の戦いから半年後、戦いをかろうじて生き残ったリョウ・シサムは、装甲バトルアーマーに搭乗してケイ・モウルたちのいる小惑星「ZONA」へ向かう途中、ベン・レイコックの率いるネオ・ギド帝国軍と遭遇し、新たな戦いの幕が切って落とされた。

### 商品ラインナップ
1982年5月下旬に装甲バトルアーマーが発売開始。なおこの時点では、パッケージの解説や付属のミニマンガに、「重装甲バトルコマンド」について一切の言及はない。やや遅れて、7月上旬からメインである重装甲バトルコマンドが発売された。
同年後半のシリーズ展開が予定され、20点ほどの発売が予告されたが、『超時空要塞マクロス』の商品化が決定したため、8点のみの発売に終わった。企画されていたジオラマセットはそのまま『マクロス』の商品に流用された。
重装甲バトルコマンドは装甲バトルスーツの頭部と武装を変更したもので、頭部は顔のないメカ風のものとなり、両手首から先がキャノン砲風の武装に変更されている。金型流用のため、前シリーズの手首に換装が可能。一部の商品には、年少のユーザーにはハードルの高いエアブラシ塗装を前提とした迷彩塗装が指定されていた。各800円。手首の武装はデストロイドなどのマクロス・メカに類似している。本シリーズの発売は『マクロス』の放映より数か月先行しており、『マクロス』の人気に便乗したものではない。ただし、アリイは『マクロス』の放映開始とほぼ同時にマクロス・メカのプラモデルを発売しているので、事前に入手した設定資料を参考にした可能性はある。
装甲バトルアーマーは、1/144ガンダムと同等のサイズで各300円。コンバットアーマーに似たボディに戦車の砲塔をそのまま載せたような形状をしている。ただし、戦車の砲塔を載せるために胸部の前後幅が大きくなり、手足の部品は前シリーズのギド帝国軍の量産型バトルスーツの金型を流用したため、全体的に箱絵より太目の造形となったものが多い。
重装甲バトルコマンド バルカン装甲バトルスーツ バイソンの流用。配色はバイソンと大差ないが、 ダグラムにも類似している。手首の武装はデストロイド・モンスターに酷似している。
重装甲バトルコマンド インディゴ装甲バトルスーツ カムイの流用。グリーン系の迷彩を施している。手首の武装はデストロイド・トマホークに似たキャノン砲タイプ。
重装甲バトルコマンド ダガード装甲バトルスーツ ザリクの流用。全身サンド地に茶系の斑点迷彩を施している。手首の武装はグラージ風。頭部、武装、塗装の違いだけでザリクの面影はほとんどなくなっている。
重装甲バトルコマンド ベルグラノ装甲バトルスーツ ガスパルの流用。塗装はバルカンに似たもの。手首の武装はデストロイド・ディフェンダーに似た二連装。これも独特の頭部と盾がないだけで全くイメージが変わっている。
装甲バトルアーマー パンサー
装甲バトルアーマー ビクター
装甲バトルアーマー タイガー I
装甲バトルアーマー シャーマン

## 注
1. ↑  『デュアルマガジン』第2号（タカラ、丸善・1982年）85頁の作例記事では「今までの子供用プラモの認識を改めなければこのモデルは組めない」「全工作時間の半分が全く合わないパーツの整形に費やされる」との解説がある。
2. 1 2 3  『モノ・マガジン』893号（ワールドフォトプレス・2022年）p.62-65「太陽系戦隊ガルダンと超銀河伝説バイソンの思い出 少年の頃の幻を追って」
3. ↑  『コミックGON』2号（ミリオン出版・1998年）p.180
4. ↑   『超絶プラモ道』（竹書房・2000年）
5. ↑  『伝説のS級プラモ大図鑑』（英和出版社・2006年） p.71